# تساوتشوانغ
تساوتشوانغ (بالصينية: 枣庄市 )‏ هي مدينة على مستوى محافظة، في جمهورية الصين الشعبية، تتبع شاندونغ، تبلغ مساحتها 4,550 كيلومتر مربع، رمزها البريدي هو 277100.

## التقسيمات الإدارية
- Shizhong, Zaozhuang [الإنجليزية]‏
- Xuecheng District [الإنجليزية]‏
- Yicheng, Zaozhuang [الإنجليزية]‏
- Tai'erzhuang, Zaozhuang [الإنجليزية]‏
- Shanting, Zaozhuang [الإنجليزية]‏
- تينغتشو.